# Улицы крови
«Улицы крови» (англ. Streets of Blood) — американский фильм-боевик 2009 года, снятый режиссёром Чарльзом Уинклером. В главных ролях снимались Вэл Килмер, 50 Cent, Шэрон Стоун и Майкл Бин. Фильм вышел сразу на DVD.

## Сюжет
Во время урагана Катрина в Новом Орлеане детектив Энди Деверо (Вэл Килмер) обнаруживает труп своего напарника, а потом присоединяется к детективу-новичку Стэну Джонсону в задержании мародёров.
Спустя год Энди и Стэн работают вместе в коррумпированными полицейскими Барни Балентайном (Брайан Пресли) и Пепе Васкесом (Хосе Пабло Кантильо), которые оказались вовлечены в дело об убийстве агента УБН под прикрытием. Расследованием занимается агент ФБР Майкл Браун (Майкл Бин). Браун высказывает свои предположения капитану Френдли (Барри Шабака Хенли), который утверждает, что делает все возможное, чтобы решить проблемы в своем отделе.
Параллельно с этим, полицейский психотерапевт Нина Ферраро (Шэрон Стоун) пытается помочь детективам справится с их психологическими проблемами. Она особенно интересуется Энди, чей отец тоже был полицейским и погиб при исполнении служебных обязанностей.
Капитан Френдли погибает от рук местного бандита Чаморро. Деверо, Джонсон, Балентайн и Васкес решают взять правосудие в свои руки и арестовать гангстера. Во время допроса копы узнают, что агент Браун снабжал торговца наркотиками информацией о полицейских рейдах в обмен на сведения для своего собственного расследования. В то же время в жестокой перестрелке с гангстерами Барни случайно стреляет и убивает Пепе.
Энди и Стэн сбегают и оказываются на складе, где встретились год назад. Деверо понимает, что его коллега — информатор ФБР. Они начинают выяснять отношения, появляется Браун и завязывается короткая перестрелка, в которой Деверо убивает агента. Затем он сначала успокаивает рыдающего от раскаяния Стэна, но потом убивает напарника, как, возможно, поступил и с предыдущим.
Дальнейшая судьба Энди неизвестна.

## В ролях
| Актёр               | Роль                       |
| ------------------- | -------------------------- |
| Вэл Килмер          | детектив Энди Деверо       |
| 50 Cent             | детектив Стэн Джонсон      |
| Шэрон Стоун         | психотерапевт Нина Ферраро |
| Майкл Бин           | агент ФБР Майкл Браун      |
| Брайан Пресли       | детектив Барни Балентайн   |
| Хосе Пабло Кантильо | детектив Пепе Васкес       |
| Барри Шабака Хенли  | капитан Джон Френдли       |
| Ширли Бренер        | Селина                     |
| Луис Ролон          | гангстер Чаморро           |
| Катажина Волейнио   | женщина                    |

## История создания
Первоначально фильм назывался «Новый Орлеан» (англ. New Orleans), а роль Энди Деверо должен был играть Роберт Де Ниро. Также планировалось участие актёра Дилана Макдермотта в роли одного из полицейских. Режиссёрское кресло занял Чарльз Уинклер, сын номинанта на премию «Оскар» Ирвина Уинклера.
Рэперу 50 Cent, сыгравшему копа Стэна Джонсона, специально для фильма пришлось сбросить вес.
Съёмки проходили в городе Шривпорт, штат Луизиана, в том числе на студии Louisiana Wave.

## Критика
Рецензент журнала DVD Talk в целом негативно отозвался о фильме.